# مهندسی محیط زیست (کتاب)
مهندسی محیط زیست کتابی از مجید عباس‌پور است که در سال ۱۳۷۱ منتشر و در مراسم کتاب سال جمهوری اسلامی ایران به‌عنوان کتاب برگزیده معرفی شد.